# Gniewino (gmina)
Pour le village, voir Gniewino.
Gniewino est une gmina rurale du powiat de Wejherowo, Poméranie, dans le nord de la Pologne. Son siège est le village de Gniewino, qui se situe environ 21 km au nord-ouest de Wejherowo et 57 km au nord-ouest de la capitale régionale Gdańsk.
La gmina couvre une superficie de 176,21 km2 pour une population de 6 828 habitants.

## Géographie
La gmina inclut les villages d'Alpy, Bychówko, Bychowo, Chynowie, Chynowiec, Czymanowo, Dąbrówka, Dębina, Gniewinko, Gniewino, Jęczewo, Kolkowo, Kostkowo, Łęczyn Dolny, Lisewo, Mierzynko, Mierzyno, Nadole, Nowy Młot, Opalino, Perlinko, Perlino, Płaczewo, Rybienko, Rybno, Rybska Karczma, Salinko, Salino, Słuszewo, Strzebielinek, Strzebielinko, Tadzino et Toliszczek.
La gmina borde les gminy de Choczewo, Krokowa, Łęczyce, Luzino et Wejherowo.